# Pureness (岡本真夜のアルバム)
『Pureness』（ピュアネス）は、岡本真夜の2枚目のオリジナル・アルバム。

## 解説
2ndシングル「FOREVER」を収録。
「世界で一つしかない手袋」「TWILIGHT」は、後に一人ア・カペラアルバム『Crystal Scenery』でア・カペラヴァージョンにリメイクされた。
「銀色の週末」は9thシングル「Everlasting」にもAmbient Versionとして収録された。
初回限定 パリ撮影による豪華40Pフォトブックレット付ボックスパッケージ。

## 収録曲
作詞・作曲：岡本真夜　編曲：十川知司（特記以外）
1. 元気でいますか
2. FOREVER
  - 東映配給映画『お日柄もよくご愁傷さま』主題歌
  - TBSテレビドラマ『お日柄もよくご愁傷さま』主題歌
3. SECRET LOVE
4. 星の夜
5. DREAM
  - 中部テレメッセージ『ポケットベル』CMソング
  - 朝日放送『おはよう朝日です』イメージソング
6. 花瓶
7. 世界で一つしかない手袋
8. TWILIGHT
  - 編曲：佐藤準
9. サヨナラなんて言えないから
  - 作詞：岡本真夜・真名杏樹
10. 銀色の週末

## 演奏
- Katsuaki Nakanishi：Conductor (#1)
- 倉田信雄：Piano (#1)
- 飛鳥ストリングス：Strings (#1)
- 十川ともじ：Keyboards (#2-7.9.10)
- 西川進：Guitar (#2.3.4.10)
- 森達彦、山岡広司：Synthesizer Sound Designers (#2.3.4.5)
- 古川昌義：Acoustic Guitar (#3)
- 角田順：Guitar (#5.6.7.9)
- 佐藤準：Bass, Keyboards (#8)
- 鈴木茂：Guitar (#8)
- Naoki Suzuki：Synthesizer Sound Designers (#8)
- 島村英二：Drums (#9)
- 渡辺等：Bass (#9)
- 金子飛鳥：Electric Violin (#9)
- 田辺恵二：Synthesizer Sound Designers (#9)